# Holotyp

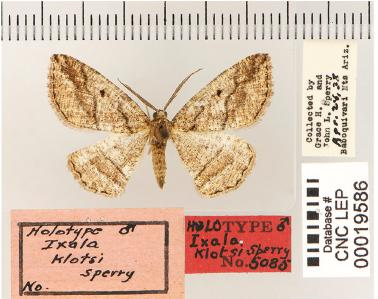
Holotyp Ixala klotsi

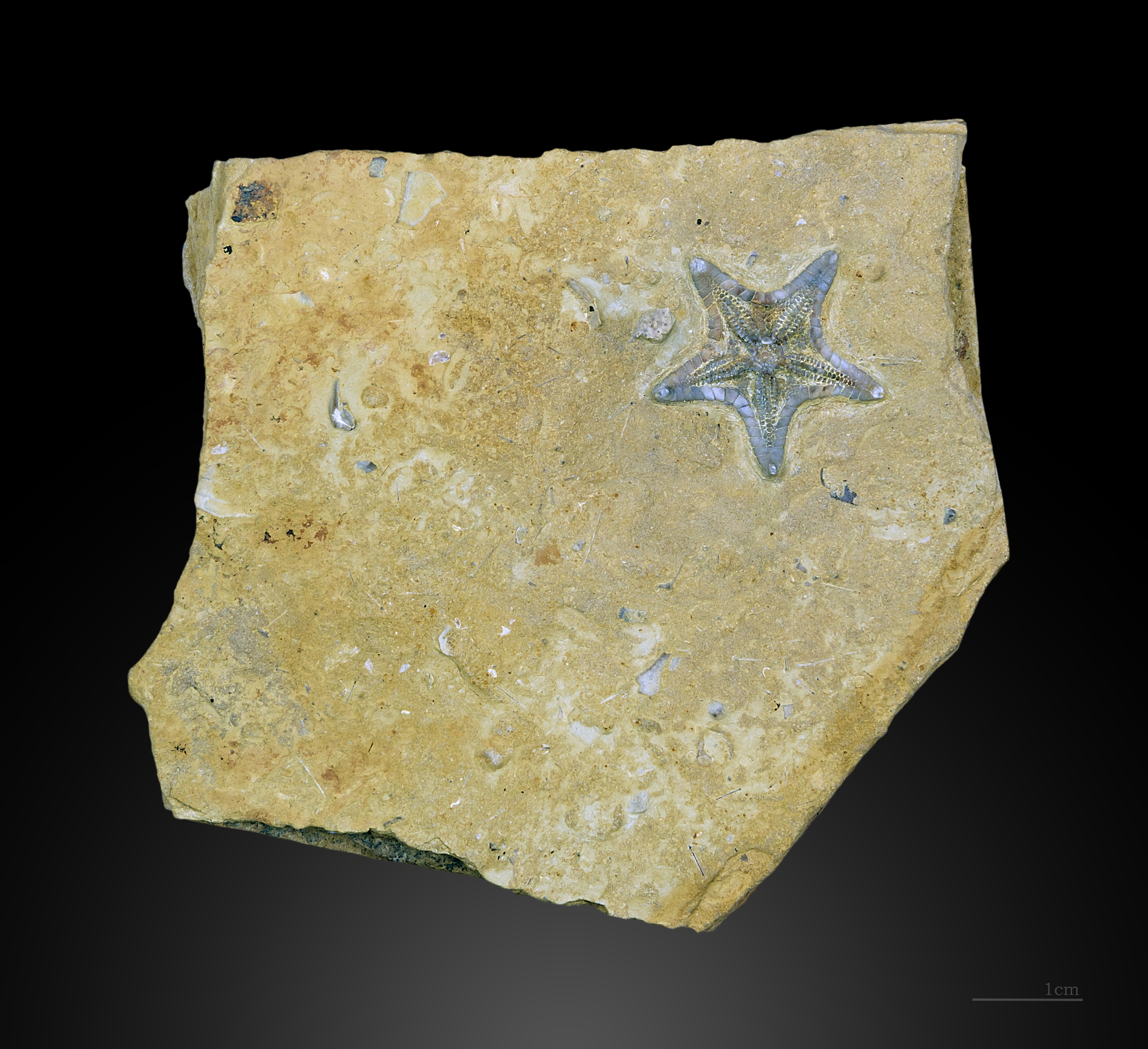
Holotyp Marocaster coronatus

Holotyp (také typový exemplář) je exemplář živočicha, rostliny nebo jiného organismu, podle kterého byl druh nebo jiný taxon popsán. Musí se jednat o typického jedince, na němž jsou patrné odlišnosti od příbuzných druhů (taxonů). Další exempláře, které byly použity pro popis druhu, ale nebyly určeny jako typový exemplář, jsou paratypy.
Pokud je holotyp ztracen, je možné vybrat nový vhodný exemplář – neotyp.